# Stazione di Airasca
Stazione di Airasca vasútállomás Olaszországban, Airasca településen.

## Vasútvonalak
Az állomást az alábbi vasútvonalak érintik:
- Torino–Pinerolo–Torre Pellice-vasútvonal
- Airasca–Saluzzo-vasútvonal

## Kapcsolódó állomások
A vasútállomáshoz az alábbi állomások vannak a legközelebb:
- Airasca old railway station (Torino-Pinerolo-vasútvonal)
- Stazione di Piscina di Pinerolo (Torino-Pinerolo-vasútvonal)
- Scalenghe railway station (Airasca–Saluzzo-vasútvonal)